# Burrito
En burrito eller taco de harina  er en slags pandekage med kødfyld, der bliver spist meget i Mexico. Burritodejen er normalt let grillet eller dampet, for at blødgøre den og gøre den mere smidig.
| Mad og drikke | Spire Denne artikel om mad og drikke er en spire som bør udbygges. Du er velkommen til at hjælpe Wikipedia ved at udvide den. |